# Paradiestus
Paradiestus is een geslacht van spinnen uit de familie loopspinnen (Corinnidae).

## Soorten
- Paradiestus aurantiacus Mello-Leitão, 1915
- Paradiestus egregius (Simon, 1896)
- Paradiestus giganteus (Karsch, 1880)
- Paradiestus penicillatus (Mello-Leitão, 1939)
- Paradiestus vitiosus (Keyserling, 1891)